# Шептицький
Шептицький (до 1951 року — Кристинопіль, у 1951—2024 роках — Червоноград) — місто в Україні, адміністративний центр Шептицького району у Львівській області. Економічний та культурний центр на півночі Львівської області. Центр гірничодобувної промисловості Львівсько-Волинського вугільного басейну. Посідає третє місце за населенням в області. Знаходиться в Надбужанській котловині над річкою Західним Бугом, на півночі Львівської області.

## Назва
- Шептицький — сучасна назва міста від 26 вересня 2024 року, дана на честь митрополита Української греко-католицької церкви Андрея Шептицького[2].
- Червоноград — назва міста між 1951 та 2024 роками[3]. Улітку 2023 року Український інститут національної пам'яті у висновку зазначив, що назва була пов'язана з російською комуністичною політикою, та мала ідеологічне забарвлення[4].
- Кристинополь[5], або Кристинопіль[6] (пол. Krystynopol, нім. Krisnipolye, ) — назва часів Західноукраїнської Народної Республіки, та Польської Республіки, яка була офіційною з 1692 року до 3 листопада 1951 року.

## Географія
Місто розташоване на Поліській рівнині, в Надбужанській котловині, в місці впадання в Західний Буг його приток — Солокії і Рати, в північній частині Львівської області. Місто розташоване в Західноукраїнській лісостеповій зоні (Мале Полісся).
Шептицький має зручне географічне розташування і добре розвинену транспортну мережу (автотраса Львів — Ковель — Берестя, шосе Белз — Шептицький та Радехів — Шептицький, залізниці Львів — Ковель та Шептицький — Рава-Руська), межує з Польщею. Сучасний Шептицький розділений заплавою Західного Бугу на старе місто і нове місто (побудоване завдяки розвитку вугільного басейну), які з'єднуються дамбою. Відстань до Львова — 73 км, до Белза — 19 км, до Сокаля — 9 км, до Хирова — 172 км, до Дрогобича — 151 км.

## Історія
Землі, на яких розкинулось сучасне місто, люди обжили здавна: про це свідчать численні археологічні знахідки, найдавніші з яких позначені IX—V тис. до н. е. З кінця Х століття, Белзька земля була частиною Київської Русі, а з 1234 року — була частиною Галицько-волинського князівства.
У XIV столітті за Белзьку землю точилася невпинна боротьба між Литвою, Угорщиною і Польщею, аж поки 1387 року польська королева Ядвіґа, не утвердила польську владу на цих теренах.
Засноване місто 1692 року, великим коронним гетьманом Феліксом Казимиром Потоцьким (похований 15 травня 1702 в Христинополі в костелі бернардинів, який сам фундував в 1695; перевіз сюди з Риму мощі св. Климента). Він назвав місто на честь своєї дружини Кристини Любомирської.
Після першого поділу Речі Посполитої (1772) Христинопіль разом з Галичиною, відійшов до Габсбурзької монархії.
На початку Першої світової війни місто 12 серпня 1914 року було захоплене 7-ю кавалерійською дивізією Російської імперії після невеликого бою з австрійськими частинами.
15 лютого 1951 місто передано СРСР на підставі радянсько-польської міжурядової угоди. Взамін Польща отримала 3 червня 1951 року Устрики Долішні (пол. Ustrzyki Dolne) з районом (пол. Bieszczady).
У 1950 році тут розпочалося будівництво вугільних шахт задля видобутку кам'яного вугілля Львівсько-Волинського вугільного басейну.
У 1988 році в місті було створено осередок Товариства рідної мови ім. Тараса Шевченка, а 1989 року — Народного руху України. 1 серпня 1990 року тут, вперше на території України, знесено пам'ятник Леніну — на півтора місяця раніше, ніж у Львові.

## Населення
Населення станом на 01.07.2024 року становило 57 799 осіб (без урахування ВПО).
Історична чисельність населення міста:

### Національний склад
За даними Всеукраїнського перепису населення 2001-го року, 92,31 % населення міста становили українці, 6,44 % — росіяни.
Розподіл населення за національністю за даними перепису 2001 року:
| Національність  | Відсоток |
| --------------- | -------- |
| українці        | 92,31 %  |
| росіяни         | 6,44 %   |
| білоруси        | 0,55 %   |
| поляки          | 0,19 %   |
| інші/не вказали | 0,51 %   |

### Мовний склад
Розподіл населення за рідною мовою за даними перепису 2001 року:
| Мова            | Кількість | Відсоток |
| --------------- | --------- | -------- |
| українська      | 65550     | 93.26%   |
| російська       | 4423      | 6.28%    |
| білоруська      | 166       | 0.24%    |
| польська        | 27        | 0.04%    |
| румунська       | 19        | 0.03%    |
| німецька        | 13        | 0.02%    |
| інші/не вказали | 89        | 0.13%    |
| Усього          | 70287     | 100%     |

## Влада
Місто входить до 124-го виборчого округу. У Верховній Раді його представляли народні депутати Степан Володимирович Курпіль (2012—2014, «Батьківщина»), Олег Степанович Мусій (2014—2019, самовисуванець), Олександр Олександрович Камельчук (з 2019, «Слуга народу»).

## Економіка
З 1951 року місто стало одним із центрів новопосталого Львівсько-Волинського кам'яновугільного басейну. Питома вага окремих галузей у галузевій структурі промислового виробництва у звітному році, відповідно становила:
- добувна промисловість — 68,9 %
- легка — 12,8 %
- харчова — 2,3 %
- машинобудівна — 2,4 %
- виробництво та розподіл електроенергії, газу, води — 9,5 %
- металургія та оброблення металу — 3 %
- поліграфія — 0,2 %
- інші — 0,9 %

Діє понад 4 тис. суб'єктів господарської діяльності — юридичних та фізичних осіб, зокрема 350 малих підприємств. У регіоні працює готельний комплекс «Шато», 7 АЗС, які відповідають європейським стандартам та СТО з автомийками. У місті є 8 автостоянок, 275 магазинів, 66 торговельних павільйонів і кіосків а також 2 ТЦ «Кристинопіль» та «Майдан», 114 підприємств ресторанного господарства з кількістю клієнтських місць — 5,6 тисячі.

### Підприємства міста
- Шахта «Червоноградська»
- Шахта «Великомостівська»
- Шахта «Межирічанська»
- Шахта «Надія»
- Шахта «Степова»
- Шахта «Лісова»
- Шахта «Відродження»
- завод залізобетонних виробів ПрАТ «Червоноградський завод залізобетонних виробів»
- завод металевих конструкцій «ЧЗМК»
- деревообробний комбінат ТзОВ «Червоноградський деревообробний комбінат»
- фабрика жіночої білизни ПрАТ «ВАТ КАЛИНА»
- панчішно-шкарпеткова фабрика ТОВ «Дюна-Веста»
- ВАТ «Червоноградське АТП-14628»

### Транспорт і зв'язок
Територією Червоноградського регіону проходять дві головні транспортні магістралі — автомобільна дорога Р 15 (Ковель — Жовква) та Т 14 04 (Червоноград — Рава-Руська). У місті налагоджено роботу пасажирського транспорту загального користування.
Є приміський поїзд Сокаль-Львів і Львів-Сокаль (з зупинками в Червонограді).
Також існує Автошлях Т 1410 — напрямок Червоноград — Радехів (станом на 2012, раніше Т 1410).

### Відділення зв'язку
| Індекс | Назва відділення зв'язку | Адреса                    |
| ------ | ------------------------ | ------------------------- |
| 80100  | ЦПЗ № 7                  | вул. Шептицького 1А       |
| 80101  | Виробнича дільниця       | вул. Шептицького, 1А      |
| 80102  | Відділення № 2           | вул. Б. Хмельницького, 15 |
| 80103  | Відділення № 3           | просп. Шевченка           |
| 80104  | Відділення № 4           | вул. С. Бандери           |
| 80105  | Відділення № 5           | просп. Шевченка, 5        |
| 80106  | Відділення № 6           | вул. Стуса                |
| 80107  | Відділення № 7           |                           |
| 80108  | Відділення № 8           |                           |
| 80109  | Відділення № 9           | вул. Грушевського, 1      |
| 80110  | Відділення № 10          | вул. Івасюка              |

### Банківські установи
- Червоноградське відділення № 7856 ВАТ «Державний Ощадний банк України»;
- Відділення державного банку «Приватбанк» в м. Червонограді;
- Червоноградське відділення Райффайзен банку Аваль;
- Червоноградське відділення Кредобанку;
- Червоноградське відділення Ідея Банку;
- Червоноградське відділення банку «Львів»;

Всього в Червонограді представлені біля 10 банків.

## Корисні копалини

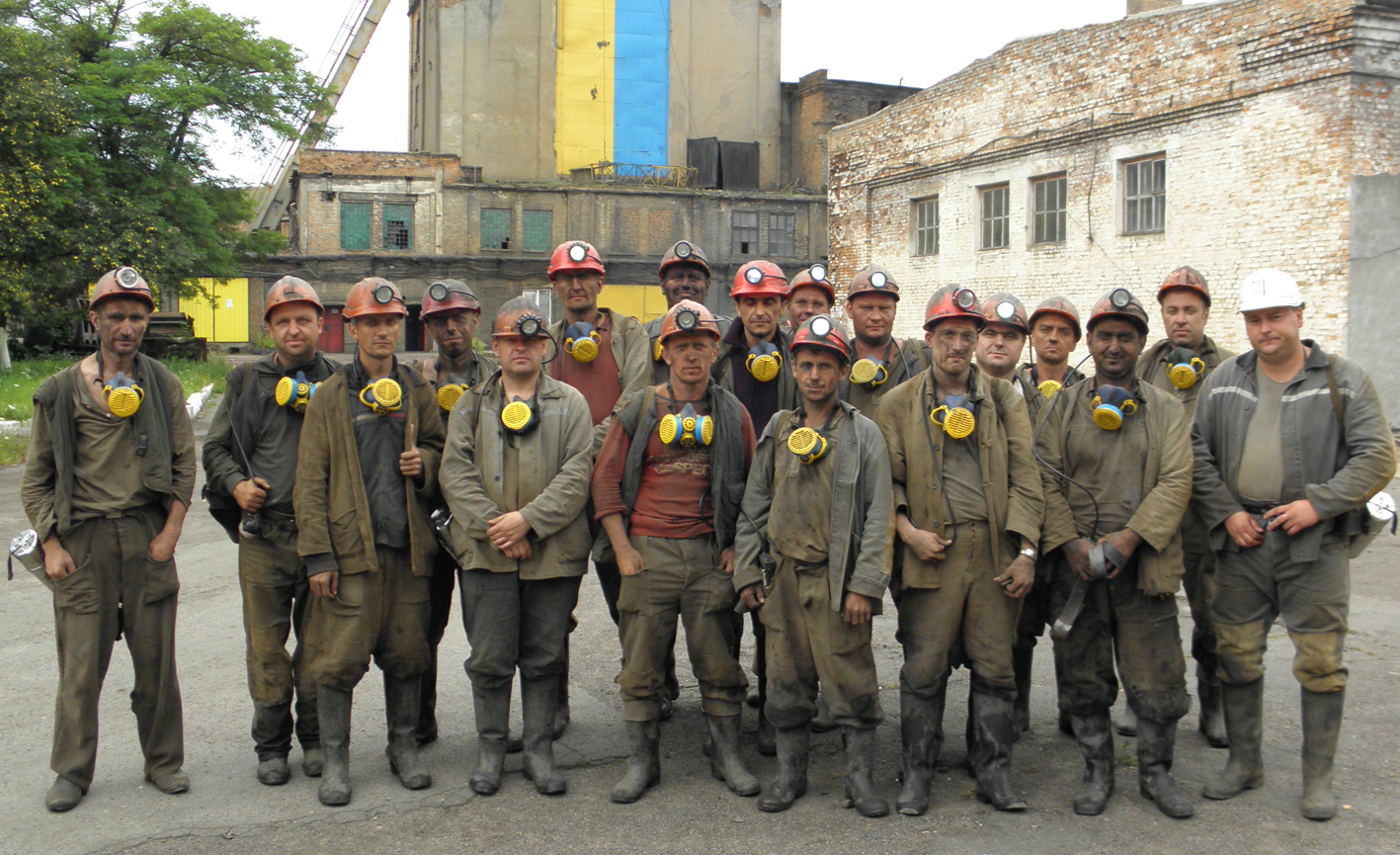
Шахтарі Червонограда

Червоноградський гірничо промисловий район розташований на півночі Львівської області в межах південної частини Волинської височини, на півдні в межах улоговини річок Західний Буг і Стир. Кордон між ними проходить по долині річки Солокія. Основні природні ресурси регіону: Забузьке і Межирічанське (розроблені) і Тяглівське та Люблінське (розвідані) родовища кам'яного вугілля. Порівняно з Донбасом, загальні показники якості вугілля нижчі, воно відзначається меншою теплотворністю і більшою зольністю. Значну частину вугілля використовують Добротвірська ТЕС (Львівська область) і Бурштинська ТЕС (Івано-Франківська область).
Відносна одноманітність осадових порід, що виходять на поверхню, зумовило наявність тільки деяких видів будівельних матеріалів, до яких належать карбонатні породи (крейда і мергель), будівельні та бетонні піски, цегляні суглинки і глина, природні кам'яні будівельні матеріали і керамзитова сировина. Мергель як цементна сировина, залягає в досить великих кількостях, але на даний час не розробляється. Основною сировиною цегельного виробництва є четвертинні лесоподібні суглинки, які утворюють суцільний покрив на розмитій поверхні крейди. Суглинки розміщені в широкій смузі, яка перетинає площу басейну з півночі на південь. У межах Червоноградського району, родовище суглинків міститься біля Сокаля. Поширені торф'яні відкладення в заболочених долинах річки Західний Буг та її приток.

## Освіта
У місті є 10 загальноосвітніх закладів і 4 заклади нового типу (ЧНВК «СШ — колегіум» № 3, ЧНВК № 10, ЧНВК № 13, Червоноградський ліцей) серед них Червоноградська спеціалізована школа І-ІІІ ступенів № 8 з поглибленим вивченням англійської мови та школа-інтернат для дітей-сиріт, на разі, заклад припинив свою роботу. У них навчається 15 000 учнів. Є також 7 позашкільних закладів, 5 спортивних шкіл. У навчально-реабілітаційному центрі створено філії міжрегіональної академії управлінського персоналу (МАУП) та економічного факультету Львівського національного університету.
З 2021 року загальноосвітні школи та ЧНВК перейменували у гімназії, а гімназію № 11 переформували на ліцей або ж, простими словами, старшу школу (10-12 класи).
1971 року в місті відкрили технікум. За тривалий час його назва неодноразово змінювалася, і тепер це Червоноградський гірничо-економічний коледж. Професійне навчання здійснюють 2 професійно-технічні училища.
У січні 2021 року урочисто відкрився Навчально-практичний центр технології зварювальних робіт, який забезпечить підготовку висококваліфікованих працівників з професій «Електрозварник ручного зварювання» та «Електрогазозварник». Для облаштування Центру, з державного бюджету було виділено 1 млн 800 тис. гривень, більше як 800 тисяч скерували із обласного бюджету, та ще майже чверть мільйона гривень виділили із коштів спецфонду училища.
Дошкільна освіта забезпечується наявністю 20 дошкільних навчальних закладів, в яких виховується понад 5 тис. дітей. Охоплення дітей суспільним дошкільним вихованням становить 50 % загальної кількості дітей відповідного віку. У ДНЗ діють 18 груп спеціального призначення, де зміцнюють своє здоров'я 292 дитини з особливими потребами (з вадами зору, мови, опорно-рухового апарату, ранніми проявами туберкульозної інфекції). З пріоритетним спрямуванням навчально-виховного процесу в ДНЗ працює 38 груп художньо-естетичного, математичного, гуманітарного, природничо-економічного профілю.

## Символіка
24 червня 2021 року міськарада затвердила логотип і гасло міста. Ілюстративними складниками лого є вугілля, терикон, вагонетка, труба. «Зміст логознаку та чіткі лінії обраного шрифта логослова передають силу, працьовитість та впевненість. Поєднання темнокоричневого та помаранчевого кольорів асоціюються з видобутими корисними копалинами та теплом. Символ блискавки уособлює енергійність та дієвість».

## Культура

### Бібліотеки

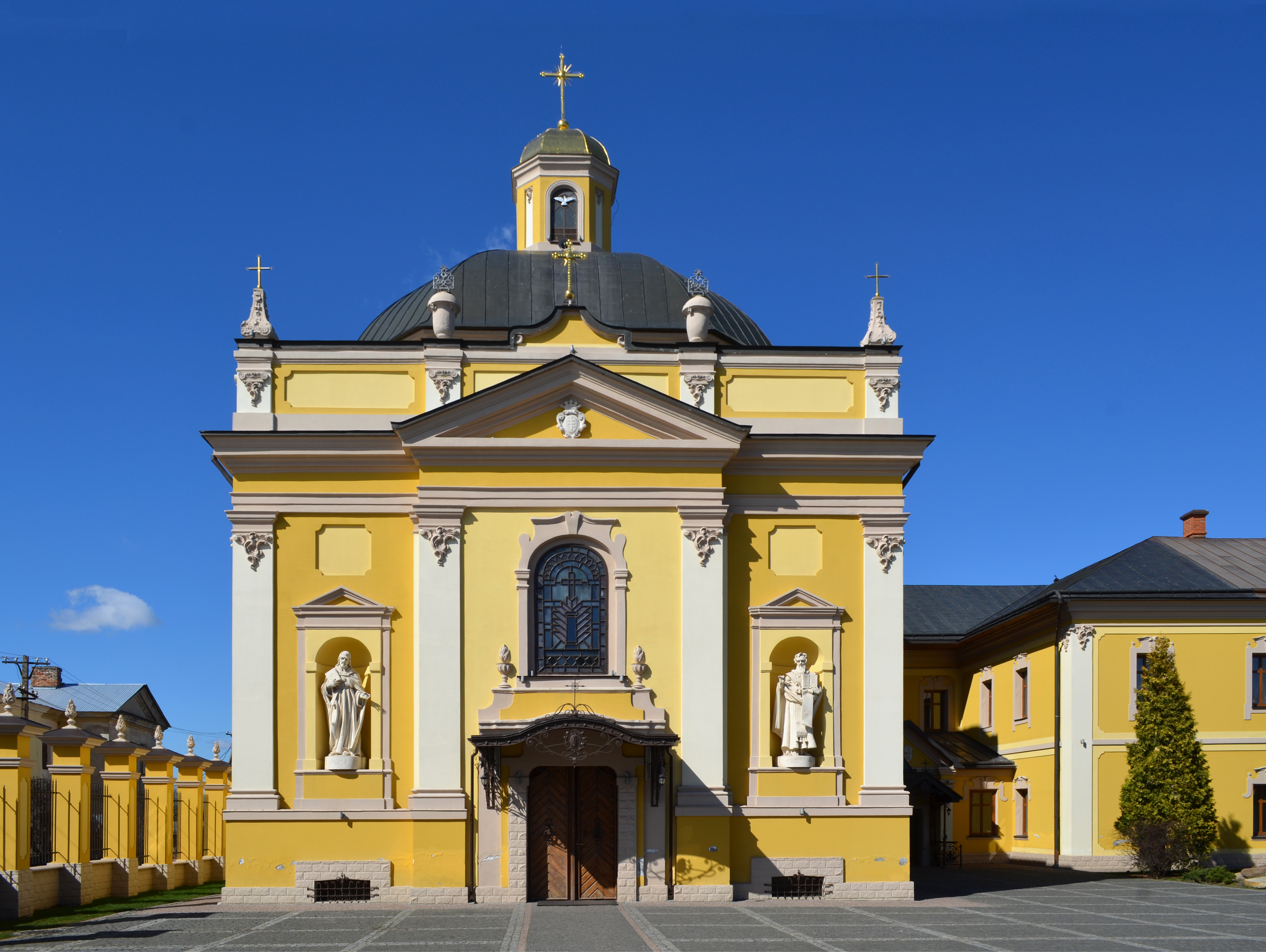
Монастир Святого Юра у місті Шептицький

До міської централізованої бібліотечної системи входить 11 бібліотек. Центральна бібліотека ЦБС міста (вулиця Степана Бандери, 11) заснована у 1957, централізована бібліотечна система — у 1977. Загальна кількість бібліотек, філій — 11, водночас 4 — для дітей, 1 — для юнацтва.
у місті діє Народний дім.

### Пам'ятки архітектури
- Колишній бернардинський костел Зіслання св. Духа[17] (1692—1704). Наразі церква Святого Володимира.
- Каплиця Вишневських
- Святоюрський монастир оо. Василіян. Церква і монастир були зведені за проєктом архітектора Івана Зельнера. У 1892 році в монастирі складав обіти майбутній митрополит Андрей Шептицький. Монастир славився власною чудотворною іконою, яку подарував Францішку-Салезію робчинський староста Станіслав Садовський (1765). У 1946 році цю ікону вивезли до Варшави. Повернули святиню Україні 7 квітня 1994 року.
- Христинопільський палац

У 1756—1760 (за іншими даними 1756—1762) Францішек Салезій Потоцький (внук Фелікса Казимира Потоцького) перебудував Христинопільський замок, який раніше стояв на цьому місці, на палац французького стилю та заклав палацовий садово-парковий ансамбль. Парк і палац був запроектований П'єром Ріко де Тіррґаєм (П'єр Ріко де Тіррґай). Палацом з кінця XVIII ст. володіла Катажина Коссаківська. Після її смерті маєток ще кілька разів змінював господарів. Нині палац залишається в жалюгідному стані. Наразі у приміщенні — Шептицька філія Львівського музею історії релігії. У музеї є 4246 одиниць основного і 3152 одиниці науково-допоміжного фондів. Три експонати червоноградського музею внесено до п'ятитомного видання «Історія української культури».
Навесні 1992 року у місті — вперше в Україні — було встановлено пам'ятник українському історику та державному діячу Михайлу Грушевському.

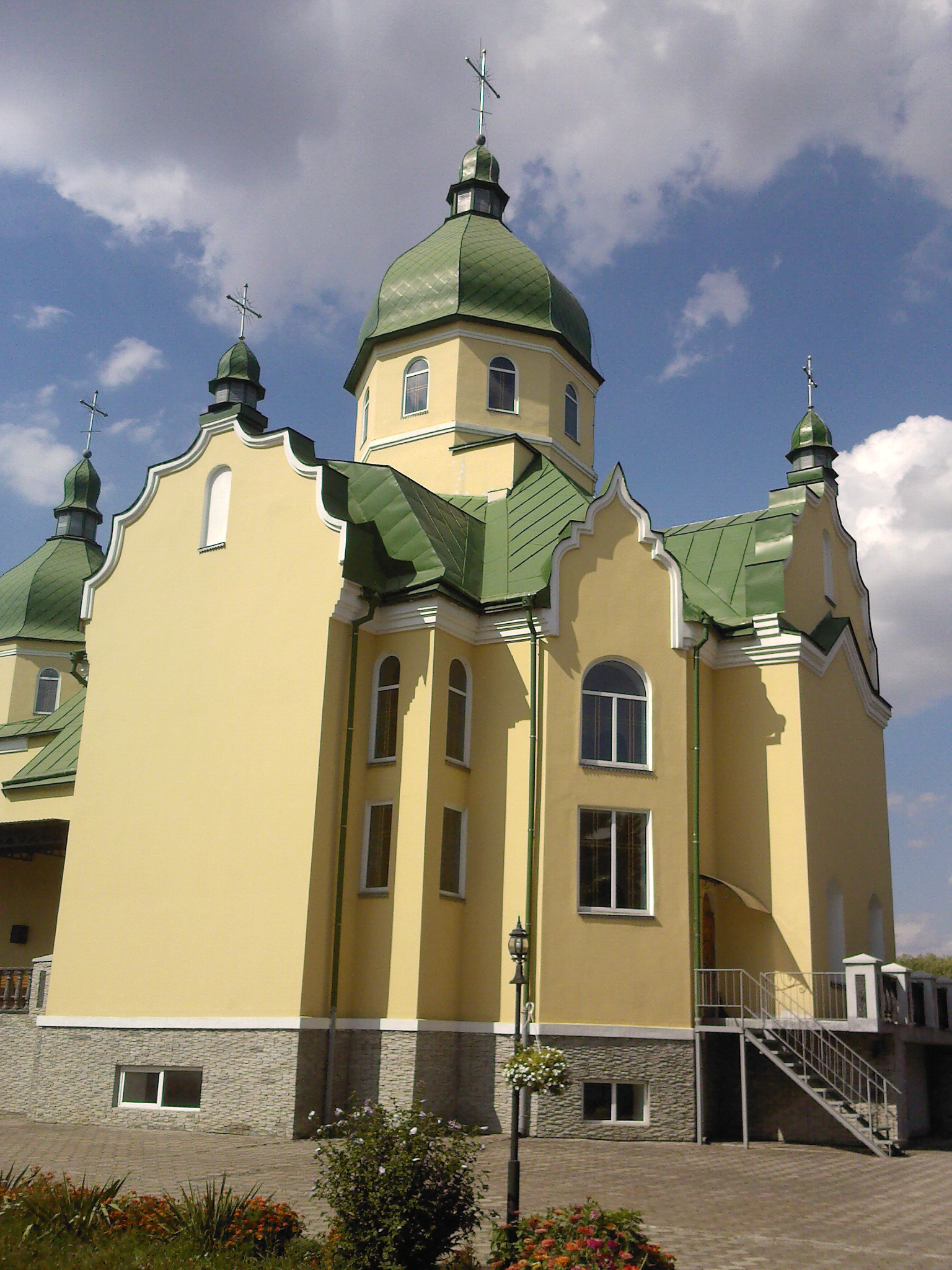
Храм Святого Першомученника Стефана ПЦУ

### Православна церква України
- Церква святого Володимира
- Церква святого Стефана
- Церква святої великомучениці Варвари (заступниця військових та шахтарів)

### Римо-католицька церква
- Костел Зіслання Святого Духа

### Українська греко-католицька церква
- Церква святого Йосафата[19]
- Церква Пресвятої Богородиці Владичиці України
- Церква Святого Юрія

### Протестантизм
- Церква християн віри євангельської (п'ятидесятники)

## Культурницькі об'єднання

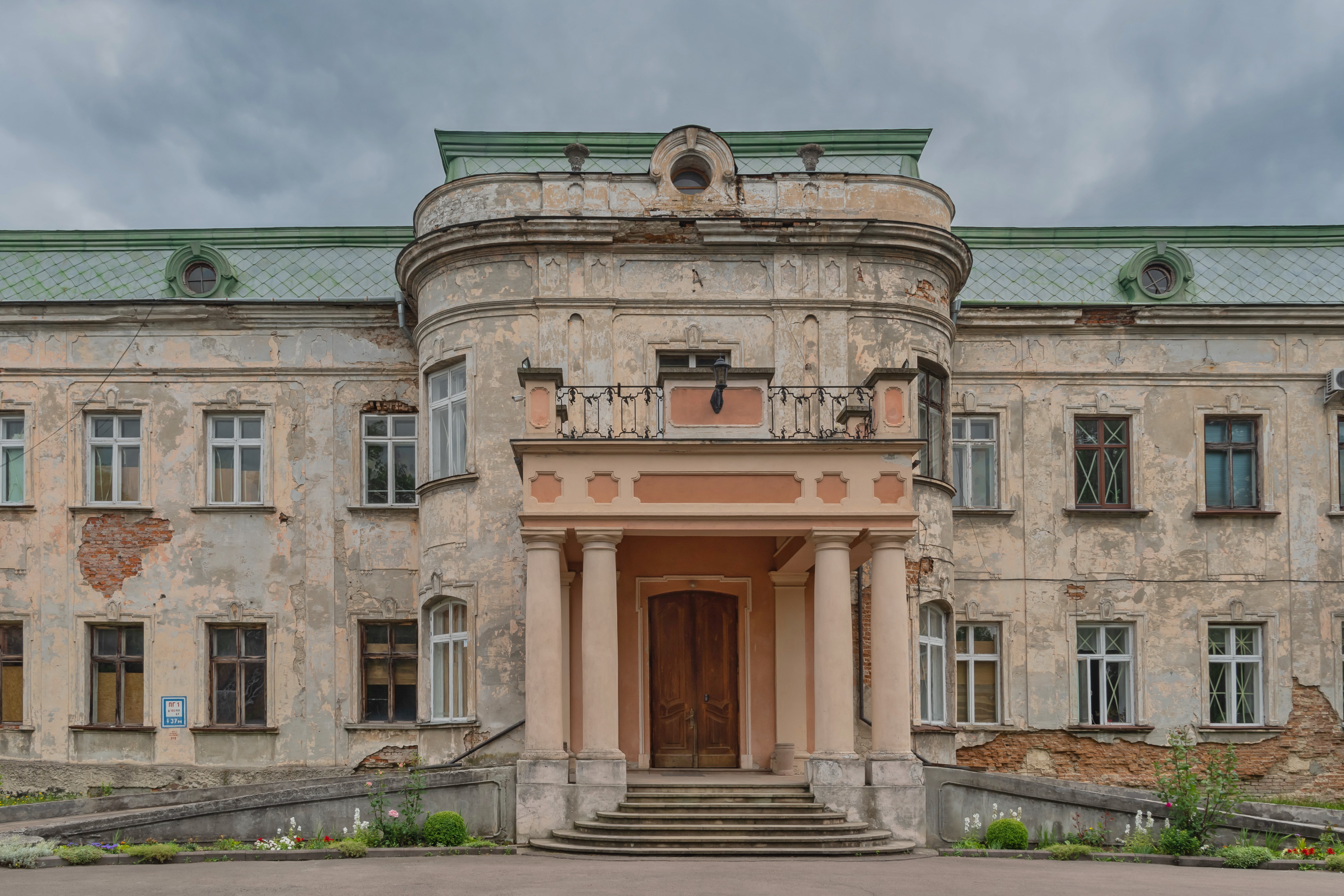
Палац Потоцьких (Червоноградська філія Львівського музею історії релігії з 1989 року) (Під час реставрації)

Шептицьке літературне об'єднання імені Василя Бобинського, назване на честь українського поета уродженця Червонограда Василя Бобинського. Голова Є. Кравчук, заступник М. Репецький. Налічує понад три десятки членів — поетів та письменників. Літоб'єднання видає щорічник «Провесень».
Шептицьке літературне об'єднання «Третій горизонт», створено на базі Львівської обласної організації Асоціації українських письменників. Літоб'єднання налічує більше тридцяти учасників. Колективом видається газета «Червоноград літературний» та журнал «Місцевий часопис», а також проводиться щорічний Всеукраїнський літературний конкурс імені Володимира Дроцика
Шептицький хор «Просвіта».
Шептицький драматичний театр імені Лесі Українки

## Засоби масової інформації
- Телевізійний канал «Бужнет»[20]
- Міські новини. Офіційний сайт міської ради[21] [недоступне посилання]
- Телеканал «15»
- Ютуб канал Червоноград червоноградський[22]
- Інформаційне Агенство «КРИСТИНОПІЛЬ.INFO»[23]
- Нео Радіо (100,5 FM) — червоноградська недержавна музично-інформаційна радіостанція
- FM-Галичина (103,0 FM — ретрансляція зі Львова)[24]
- Радіо «Новий Двір» (проводове мовлення)

### Газети
- Новини Прибужжя[25]
- Вісник[26]
- Гірник

## Спорт
У місті:
- Спортивний комбінат — 1,
- стадіони — 4,
- спортмайданчики — 39;
- тенісні корти — 3;
- футбольні поля — 13;
- плавальні басейни — 2.

Сфера обслуговування Фізкультурно-спортивна інфраструктура міста:
- колективи фізкультури загальноосвітніх шкіл;
- спортивні школи;
- ФСТП «Україна»;
- громадські організації і федерації по видах спорту;
- «Шахтар» — український любительський футбольний клуб;
- «Шахтар» — Червоноградський спідвейний клуб;
- Червоноградський флорбольний клуб «Eagles»;
- ГО "СК «Градієнт» — Червоноградський клуб силових видів спорту.

У Червонограді проводились міжнародні турніри по спідвею, Чемпіонат Європи 2013 р. Також у місті проходили міжобласні та всеукраїнські змгання з футболу, ММА, боксу, баскетболу, волейболу.

## Міста-побратими
- Дорогичин, Польща
- Княжпіль, Польща
- Маріямполе, Литва
- Писковиці, Польща
- Рубіжне, Україна[27]
- Брендон, Канада[28]

## Видатні особи

### Науковці
- Анатолій Бойко
- Володимир Загорський
- Світлана Іщук — українська економістка.
- Дмитро Атаманюк — кандидат медичних наук, Французька академія наук.
- Юрій Ярославович Кіт (13.04.1958-20.10.2021) — професор, доктор біологічних наук
- Володимир Вовк — математик-комп'ютерник, викладач університету в Лондоні.

### Лікарі
- Володимир Федак — лікар-нейрохірург, Німеччина
- Іван Гудз — доктор медичних наук, професор, лікар судинний хірург, академік Європейської академії судинних хірургів

### Діячі культури
- Альфред Абердам — французький художник
- Василь Бобинський—український поет, журналіст, перекладач.
- Ігор Закус — джазмен
- Олег Козачук (нар. 1955) — заслужений працівник культури України. Член Національної Хореографічної Спілки України.
- Микола Король — скульптор
- Тарас Король — скульптор
- Ярослав Мука — драматичний актор
- MamaRika (Анастасія Кочетова) — естрадна співачка
- Олег Созанський
- Тарас Городецький — український писанкар
- Мирослав Євгенович Кеба — член Міжнародної організації бальних танців, заслужений діяч України.
- Наталія Васько — українська акторка кіно, театру та телебачення, телеведуча.
- Юлія Бурко — писанкарка, ініціатор створення та незмінна голова Незалежного жіночого товариства «Прозерок».
- Марія Мохналь — поетеса, член Спілки письменників України
- Сергій Івашків — гончар, член Спілки народних майстрів України.
- Сергій Водяной — стендап комік, засновник гумористичної студії «Файне шоу»
- Богдан Дікальчук — український журналіст
- Володимир Тихий — український кінорежисер, сценарист та продюсер документальних та ігрових фільмів.

### Політики
- Петро Олійник — український політик. Депутат Верховної ради України (2002—2005), голова Львівської ОДА (2005—2008).
- Євген Жеребецький — народний депутат України 2-го скликання; заступник голови Українсько-польського форуму.
- Андрій Парубій — український політик, Голова Верховної Ради України, з 14 квітня 2016 року по 28 серпня 2019 року.
- Юрій Камельчук — народний депутат України 9-го скликання, член депутатської фракції Слуга народу.
- Володимир В'язівський — український політик.
- Ігор Пилипчук (1961—2009) — український політик.
- Михайло Нискогуз — депутат Львівської обласної ради
- Степан Хмара (1937—2024) — український політик, правозахисник, лікар, дисидент, довголітній політв'язень.

### Духовні особи
- Йосафата Гордашевська[29]
- Віталій Градюк — протоігумен Галицької провінції ЧСВВ, в'язень радянських таборів.

#### Ігумени місцевого монастиря
- о. Варлаам Компаневич ЧСВВ [30]
- о. Діонисій Дмитро Ткачук

### Спортсмени
- Аліна Пащук — борчиня, срібна призерка чемпіонату світу з самбо[31]
- Дмитро Троць — майстер спорту з легкої атлетики міжнародного класу
- Ігор Марко — український мотогонщик, брав участь у змаганнях із спідвею.
- Микола Морозюк — український футболіст, півзахисник, екс-гравець збірної України.
- Ігор Пащук — український боксер, срібний призер чемпіонату Європи.
- Наталія Синишин — українська спортсменка. Заслужений майстер спорту України з вільної боротьби.

### Історичні постаті
- Василь Левкович (Вороний)
- Іван Климів (Легенда)
- Катажина Коссаковська з Потоцьких — померла у місті 21 березня 1803[32]

### Військовики
- Андрій Атаманчук (1979—2014) — солдат Збройних сил України, учасник війни на сході України.
- Олександр Бірюков (1971—2016) — старший сержант Збройних сил України, учасник війни на сході України.
- Тарас Жеребецький (1987—2022) — старший сержант Збройних сил України, учасник війни на сході України.
- Михайло Заєць (1975—2015) — сержант Збройних сил України, учасник війни на сході України.
- Віктор Іващук (1995—2022) — військовослужбовець, Збройних Сил України, учасник російсько-української війни, що загинув у ході російського вторгнення в Україну в 2022 році, Почесний громадянин Червоноградської міської територіальної громади.
- Олег Пилюк (1993—2022) — старший сержант Збройних Сил України, учасник російсько-української війни, що загинув у ході російського вторгнення в Україну в 2022 році.
- Стефанія Рибчак — медсестра УСС і УГА.

## Галерея

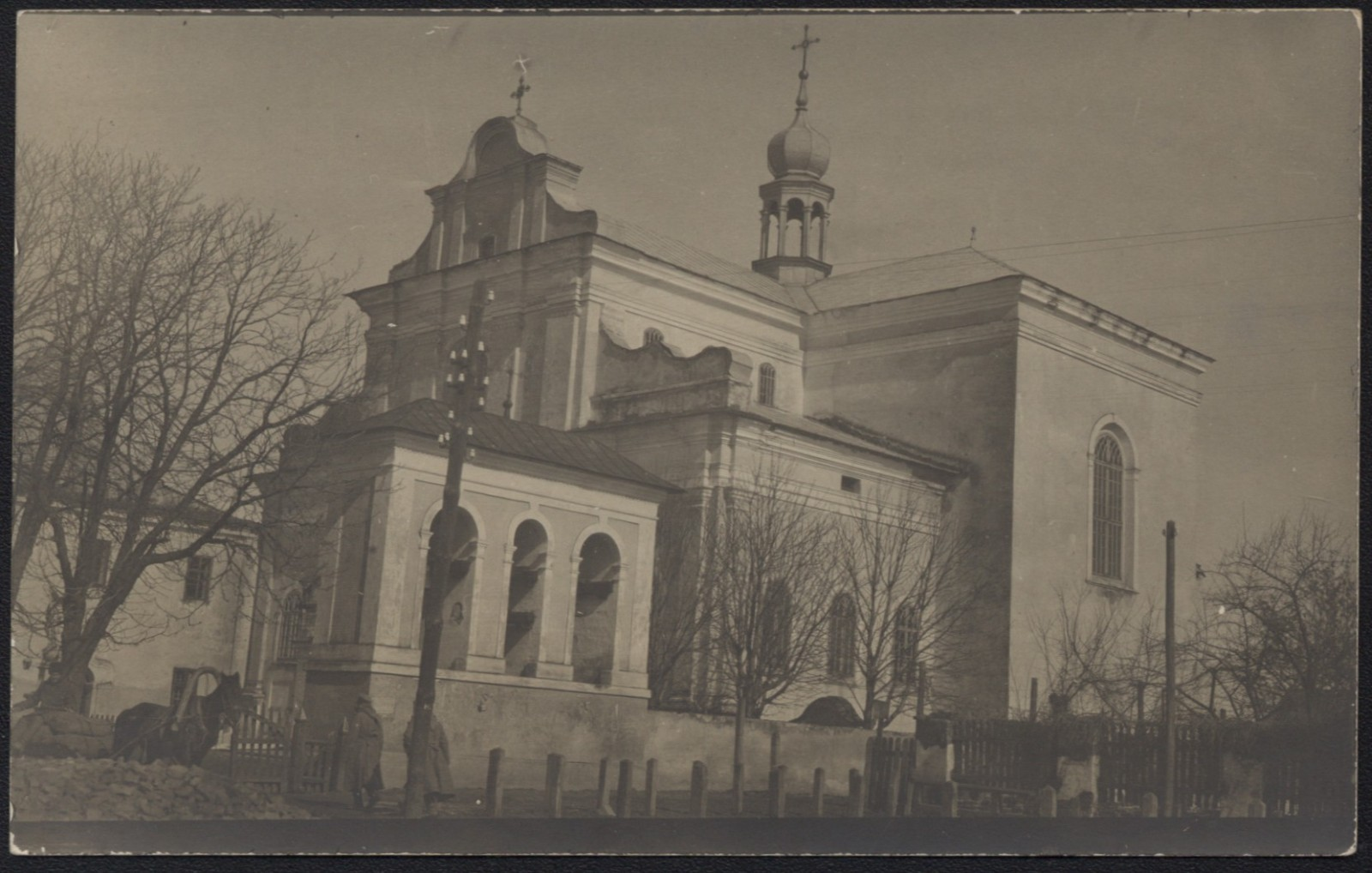
Поштівка (1907)
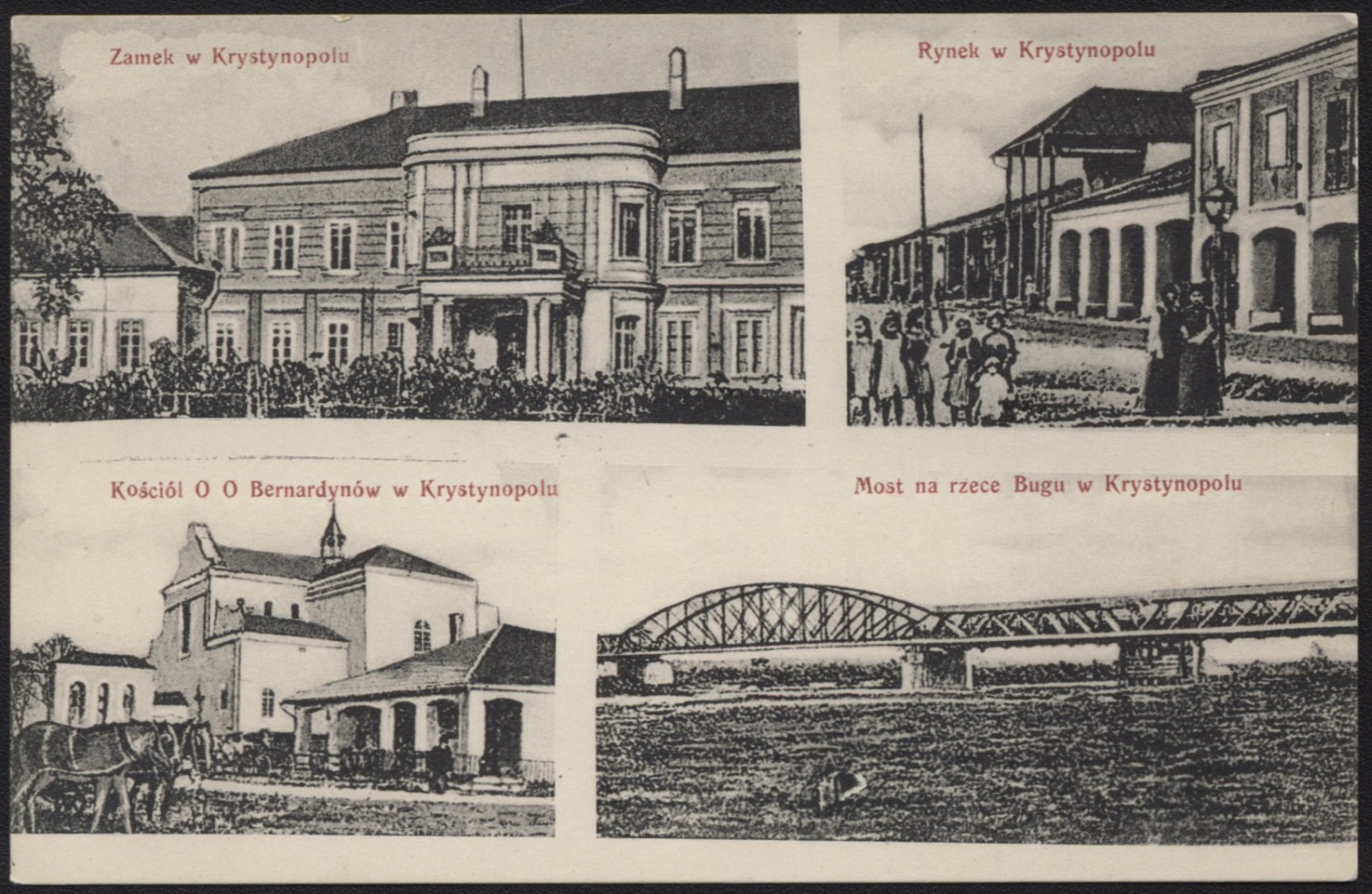
Поштівка (1912)
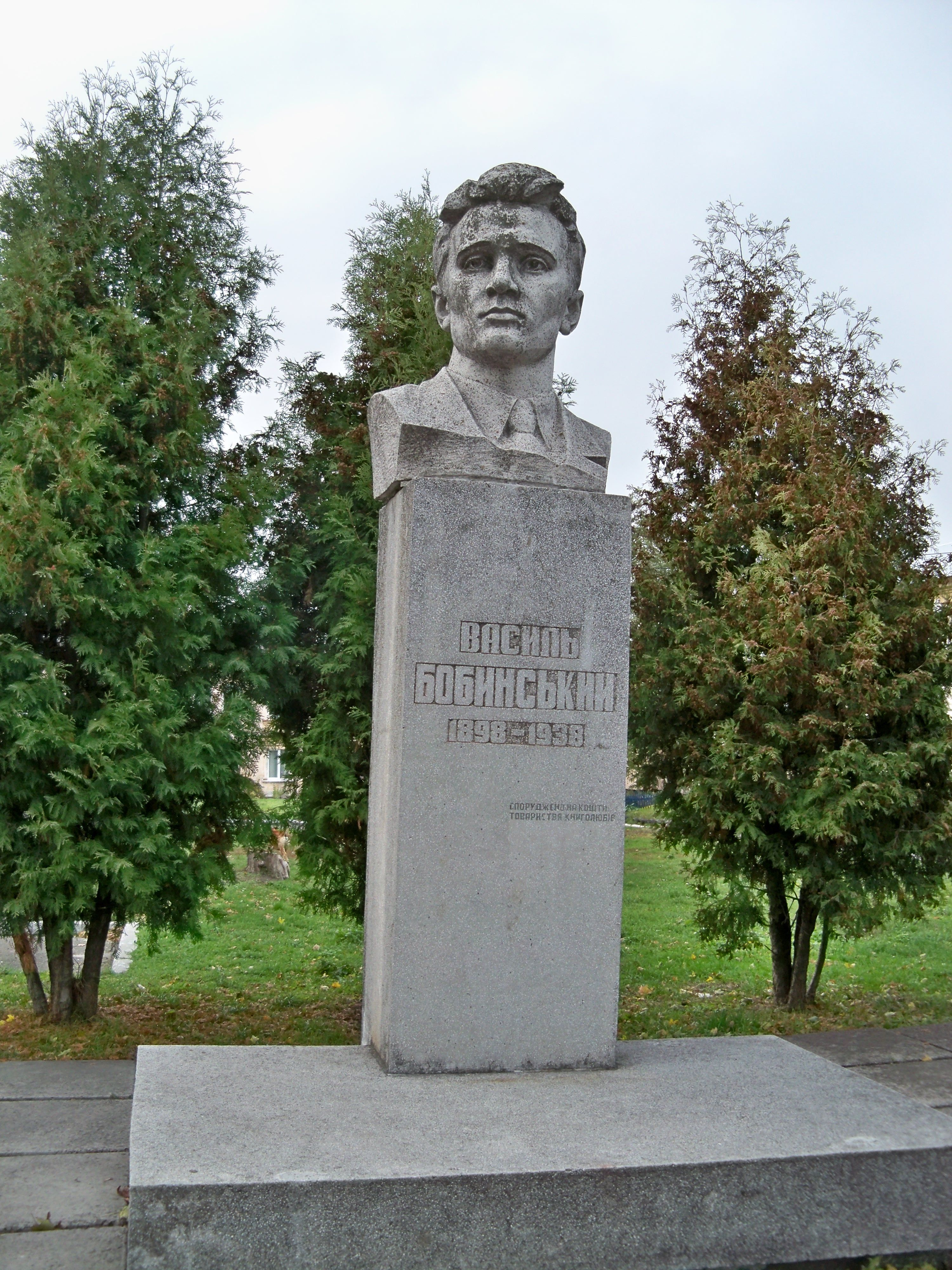
Погруддя Василю Бобинському
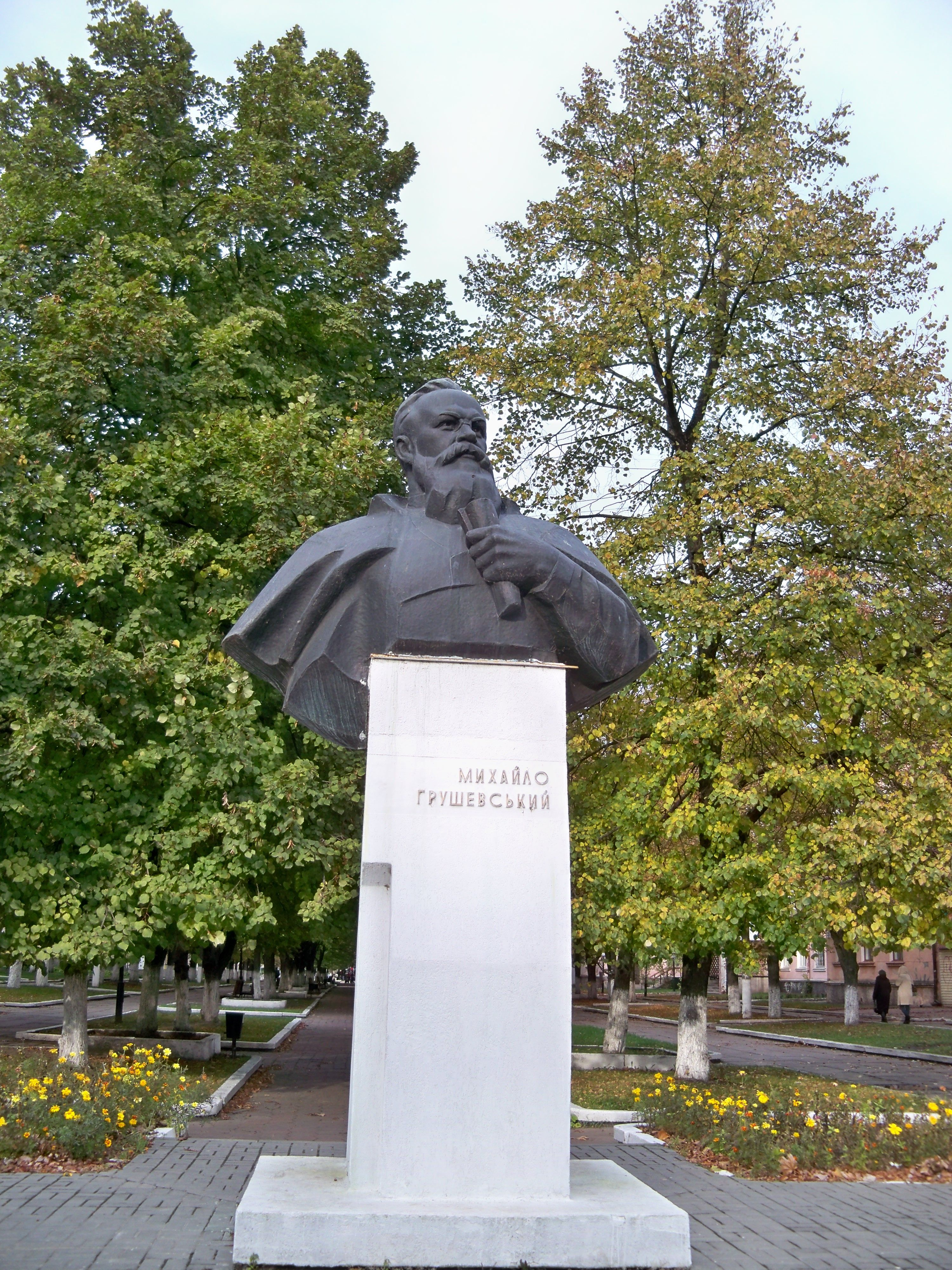
Пам'ятник Михайлу Грушевському
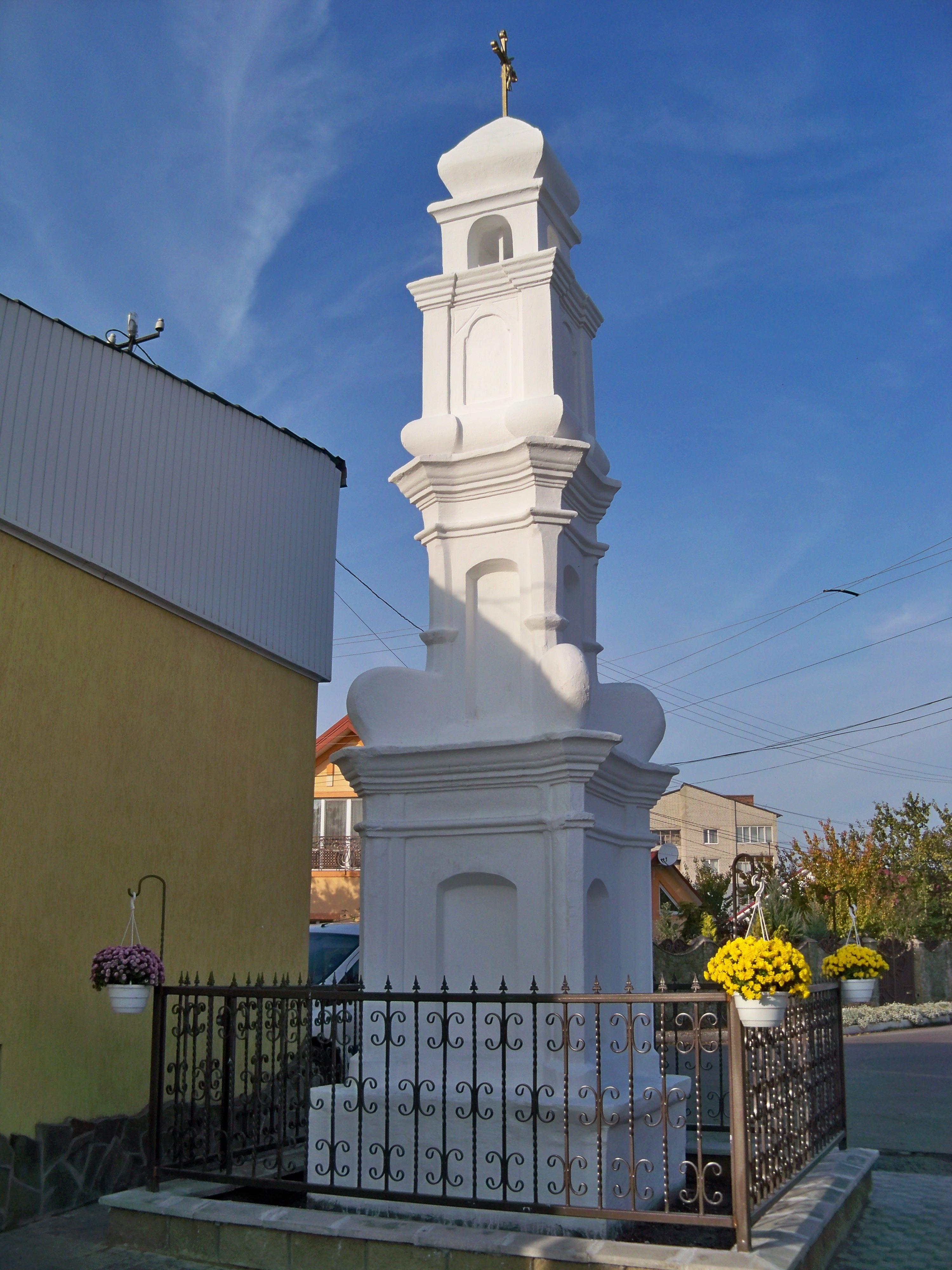
Пам'ятний хрест зведений на честь розгрому османських завойовників
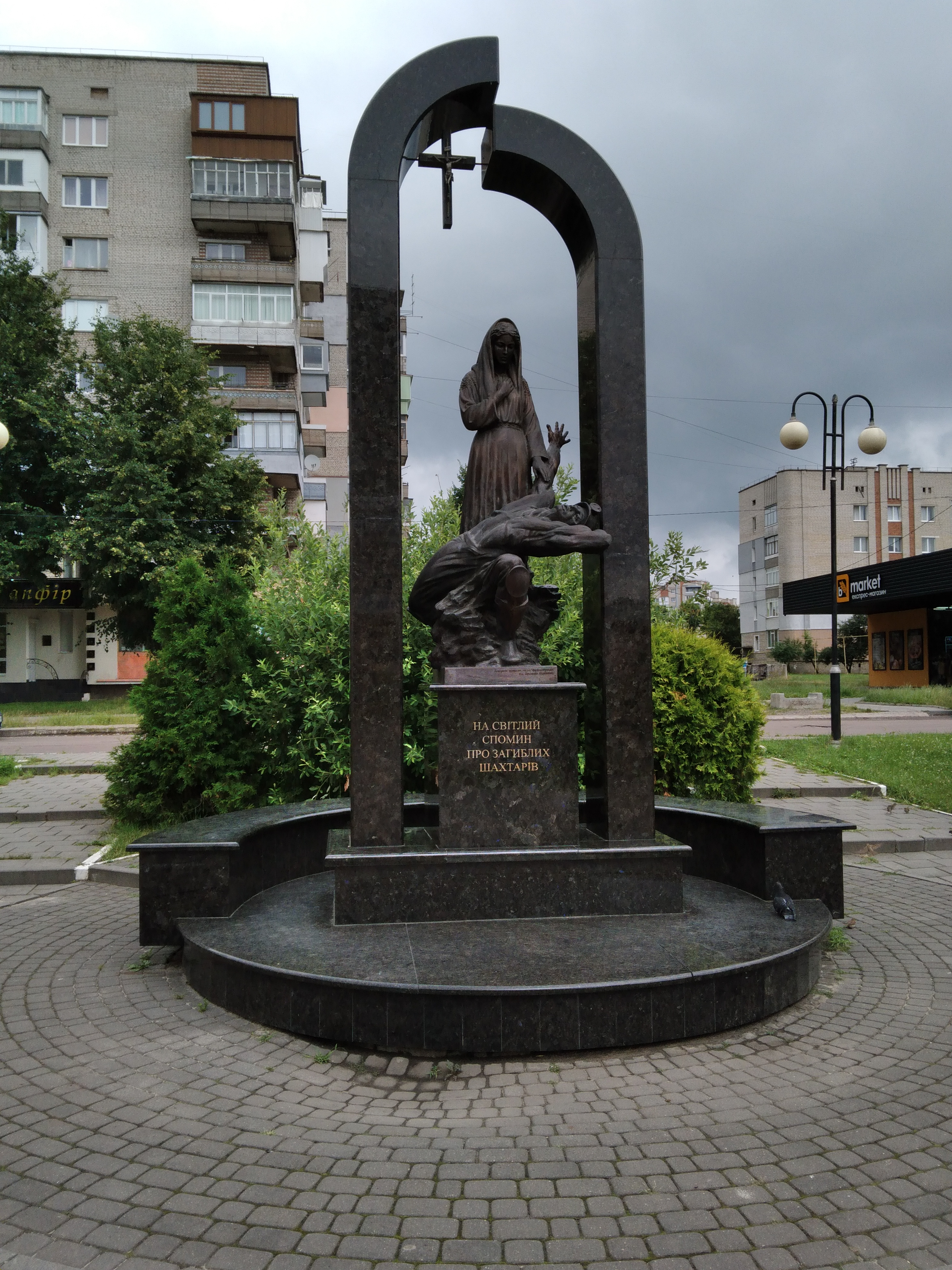
Пам'ятник загиблим шахтарям
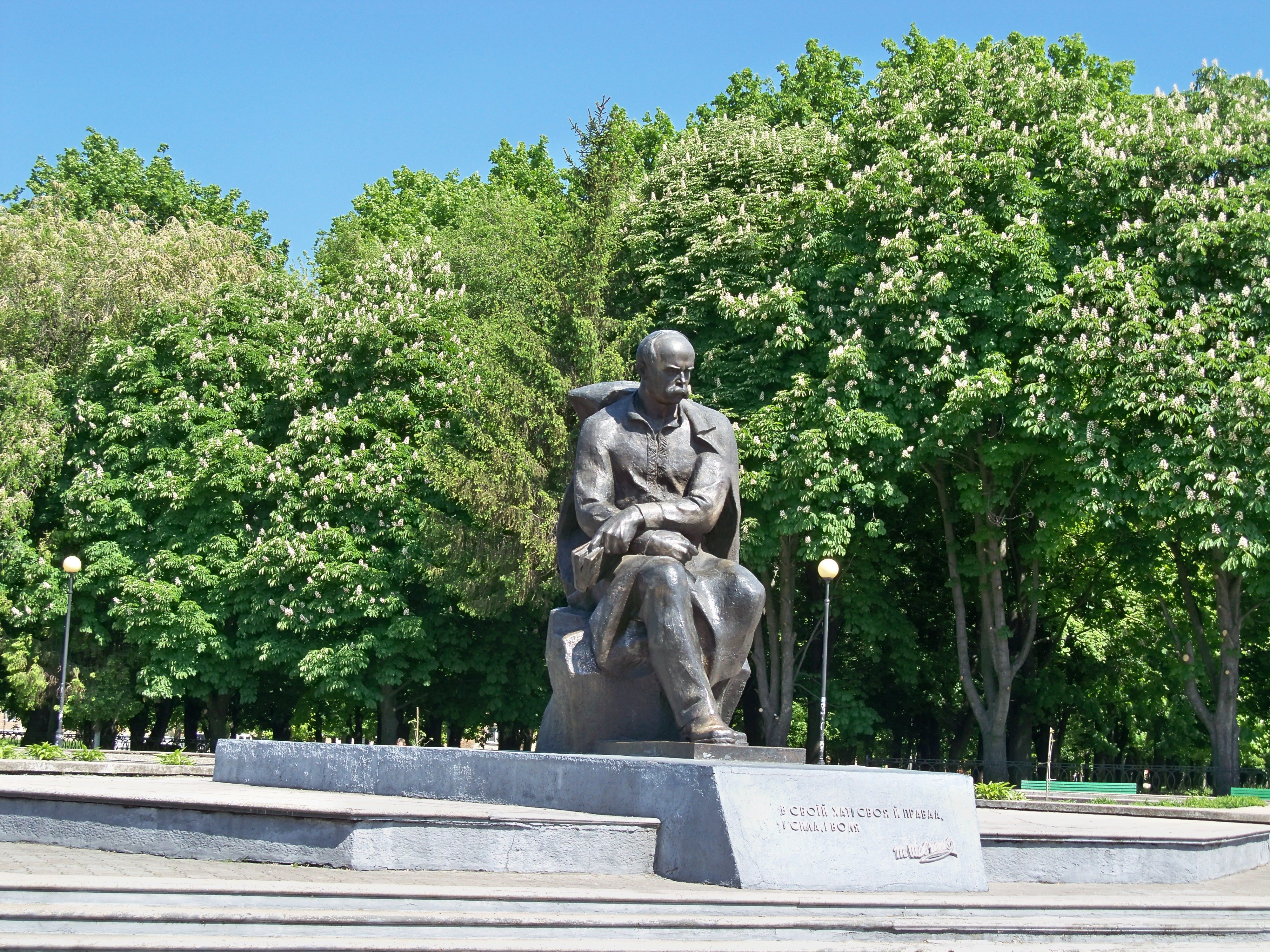
Пам'ятник Тарасу Шевченку